# Fototeka Lanckorońskich
Fototeka Lanckorońskich – zbiór archiwalny fotografii naukowych, zgromadzony na przełomie XIX i XX w. przez hrabiego Karola Lanckorońskiego. Składają się na nią głównie fotografie dzieł sztuki europejskiej, fotograficzna dokumentacja archeologiczna i etnograficzna z wypraw Karola Lanckorońskiego na Rodos i do Azji Mniejszej (1882/1883 oraz 1884), a także fotografie o charakterze dokumentacyjnym i artystycznym dotyczące miejsc, które zwiedzał Karol Lanckoroński podczas swoich licznych podróży. Zachowana część Fototeki Lanckorońskich przechowywana jest w Polskiej Akademii Umiejętności w Krakowie i liczy szacunkowo ok. 50 tys. obiektów (głównie odbitek fotograficznych z przełomu XIX i XX wieku).

## Charakterystyka kolekcji
Fototeka Lanckorońskich została stworzona przez hrabiego Karola Lanckorońskiego – miłośnika i kolekcjonera sztuki, podróżnika. Wyrosła ona na bazie jego zainteresowań. Nie wiadomo, ile fotografii liczyła ona pierwotnie; podawana bywa liczba ok. 120 tys. sztuk, a według wspomnień Karoliny Lanckorońskiej było ich ok. 80 tys. W skład kolekcji wchodziły zdjęcia kupowane przez Karola Lanckorońskiego podczas jego podróży bądź zamawiane w firmach fotograficznych, takich jak firma braci Alinarich we Florencji, a także zdjęcia wykonywane przez samego Lanckorońskiego i na jego zlecenie. Do autorów tych zdjęć – oprócz wspomnianych Alinarich – należą m.in. Giacomo Brogi, Carlo Naya, Georgio Sommer, Josef Wlha, a także polscy twórcy, tacy jak Ignacy Krieger i Walery Rzewuski.
Tematyka fotografii jest zgodna z zainteresowaniami kolekcjonera. Przede wszystkim przedstawiają one dzieła sztuki europejskiej, zwłaszcza włoskiego renesansu i manieryzmu. Część zbioru stanowią także zdjęcia z wypraw Lanckorońskiego do Azji Mniejszej i na Daleki Wschód. Fototeka Lanckorońskich od roku 2014 jest stopniowo digitalizowana i udostępniana w domenie publicznej, w ramach Katalogu zbiorów artystycznych i naukowych Polskiej Akademii Umiejętności.

## Historia
Zbiór ten prawdopodobnie zaczął powstawać na przełomie lat 70. i 80. XIX w. Przechowywany był w rezydencji Lanckorońskich w Rozdole, a opiekę nad nim sprawował do 1913 r. Ludwik Chotyniecki. Po zajęciu Galicji przez wojska austro-węgierskie kolekcja została przewieziona do posiadłości Lanckorońskich w Wiedniu. W 1929 r. Karol Lanckoroński wyraził wolę przekazania liczącego wówczas ok. 60 tys. fotografii zbioru Polskiej Akademii Umiejętności i przeniesienia go do należącej do niej wówczas Stacji Naukowej w Rzymie (obecnie Stacja Naukowa PAN w Rzymie), gdzie miał zostać otoczony fachową opieką i udostępniany zainteresowanym osobom. Zamiar ten został zrealizowany w styczniu 1930 r., kiedy fototeka, mimo licznych trudności, została przetransportowana z wiedeńskiego pałacu Lanckorońskich do Rzymu. Prace nad jej uporządkowaniem prowadziła córka darczyńcy, Karolina Lanckorońska, która dbała także o stopniowe powiększanie zbioru. Już w 1937 r., m.in. w wyniku trudności lokalowych i finansowych, Polska Akademia Umiejętności wyraziła wolę przeniesienia zbioru fotografii do Krakowa. Sprzeciwiła się temu Karolina Lanckorońska, która chciała, aby uszanowano wolę jej ojca i aby zbiór pozostał w Rzymie. Uważała także, że przenosiny takie nie przyniosą żadnych korzyści. Ostatecznie zbiór fotografii trafił do nowej siedziby Stacji PAU w Rzymie, tj. do Palazzo Doria.
Po wybuchu II wojny światowej fotografie z daru Karola Lanckorońskiego trafiły do Watykanu, tam – z krótką przerwą na pobyt części fotografii w American School of Rome – szczęśliwie doczekały końca wojny. W 1957 r. Stację Naukową PAU w Rzymie przejęła Polska Akademia Nauk, która zadecydowała o przewiezieniu części fotografii do Polski. W Rzymie, aż do roku 2014 pozostawało jeszcze 5775 fotografii. Pozostała część zbioru, czyli jej zdecydowana większość, trafiła w latach 1972–1976 do Biblioteki Kórnickiej, skąd w latach 80. przeniesiona została do Instytutu Sztuki PAN. Reaktywowana w 1989 r. Polska Akademia Umiejętności w Krakowie zwróciła się 9 lat później do Instytutu Sztuki PAN z prośbą o zwrot przekazanej jej przez Karola Lanckorońskiej fototeki. W 1999 r. Instytut Sztuki PAN przekazał Polskiej Akademii Umiejętności darowany jej w roku 1929 przez Karola Lanckorońskiego zbiór fotografii.
W Polsce fotografie z kolekcji Lanckorońskich po raz pierwszy publicznie zaprezentowane zostały na wystawie Z Fototeki Lanckorońskich, zorganizowanej przez Archiwum Nauki PAN i PAU w Krakowie w 2009 r., tj. w 80. rocznicę przekazania zbioru Polskiej Akademii Umiejętności. Wybór zdjęć prezentowany był na wystawie Moda w XIX-wiecznym świecie islamu a ówczesne konflikty społeczno-kulturowe w 2013 r. w krakowskiej Space Gallery.